# Hillested (plaats)
Hillested is een plaats in de Deense regio Seeland, gemeente Lolland, en telt 292 inwoners (2007).